# Prokopské údolí
Přírodní rezervace Prokopské údolí zahrnuje údolí na jihozápadě Prahy, v Praze 5. PR zaujímá území mezi Jinonicemi a Zlíchovem na obou stranách Prokopského údolí včetně vrchu Děvína a okolních kopců zvaných Dívčí hrady (Dívčí hrady je také název čtvrti severně od Děvína). Byla vyhlášena platným právním předpisem o vyhlášení ZCHÚ, který vydalo ministerstvo kultury ČSR dne 28. prosince 1978. Oblast spadá pod katastrální území Hlubočepy a Jinonice. Rozloha zaujímá 101,53 ha (od roku 2020 170,9 ha), přičemž lesní část zabírá 49,59 ha a nelesní část zbylých 51,94 ha. Rezervace je součástí Přírodního parku Prokopské a Dalejské údolí (vyhlášeno roku 1993). Jedná se vlastně o severovýchodní výběžek Českého krasu ležící za hranicí této chráněné oblasti. Pohybuje se v rozsahu nadmořských výšek 220–320 m n. m. Rezervace zahrnuje mnoho menších chráněných území. Nachází se zde rovněž světoznámé geologické odkryvy se statutem Národní přírodní památky, bohatství zkamenělin, menších krasových jevů, významné archeologické objekty a po těžbě různých druhů vápenců byla odkryta i centrální část Barrandienu.
Na celém území je možno najít stopy průmyslových podniků zpracovávajících v minulosti vápenec. Jedná se především o sousedství uzavřených lomů (první zmínky o lomech datovány do roku 1820). Za války byly v Prokopském údolí vybudovány podzemní prostory, přičemž byly některé cenné úseky zasypány odvaly, například rokle východně od Prokopského lomu. Primární horninu zde zastupují silurské a devonské vápence, které určují ráz celého území. Přerušují je pouze místy vápnité břidlice, což způsobuje místní snížení reliéfu v údolních svazích. V západní části území se nachází bazaltové vulkanity – hlavním zástupcem jsou Hemrovy skály vzniklé kupením kolem sopečného centra. Při horní hraně údolí leží cenomanské jílovce a pískovce či třetihorní štěrkopísky a čtvrtohorní spraše. Výjimečné je rozpouštění množství vápníku u vodního pramene zvaného studánka Stydlá voda, dodnes tak sráží pěnovce (nezpevněný vápenec, odrůda travertinu). Půdy reprezentují hnědé lesní půdy, rendziny a rankery.
Vegetaci představují zbytky teplomilných hájů, lesní porosty nebyly nikdy plně rozvinuty kvůli pastvě a zemědělství. Na cenomanských pískovcích se vyskytují doubravy a na hranách vápenců skalky. Příležitostně jsou zde jedinci dubu šípáku (Quercus pubescens) a dřínu s podrostem smldníku jeleního (Peucedanum cervaria) a kakostu krvavého (Geranium sanguineum). Do porostu byl dosazen pámelník a další rostliny, což ale nemůže nahradit původní přírodní floru. Rozlehlé plochy zabírají skalní stepi vyznačující se bohatstvím xerotermních společenstev, charakterizované úzkolistými travami, polodřevnatými keříky, drobnými jednoletkami či cibulovinami. Některé lomové stěny byly osazeny původními skalními druhy, jakým je například tařice skalní (Aurinia saxatilis). Chladnější severní srázy ovládají společenstva v čele s pěchavou vápnomilnou (Sesleria caerulea), která je považována za postglaciální relikt. Z živočišné říše je Prokopské údolí bohatým nalezištěm zejména drobnějších druhů, například hmyzu a plžů. Obratlovce reprezentují převážně pouze obvyklé druhy okrajů Prahy. V Prokopském háji je zachován osamocený relikt lesních zoocenoz, v jiných oblastech potlačených již v pravěku. Jedná se o fosilní nálezy. Zaniklá byla i pastva ovcí a koz, která se udržovala ještě za 2. světové války. V současné době je opět obnovena řízená pastva koz k udržování ploch, jež mají přírodovědeckou důležitost (finanční podporu zařizuje Magistrát hlavního města Prahy).

## Historie
První horotvorně významná geologická aktivita probíhala zhruba před 435 miliony let. Jednalo se o usazování hornin v silurském období. Po ústupu moře v období paleozoika začaly probíhat intenzivní tektonické pohyby. Maximální hloubka moře se pohybovala až kolem 200 metrů. Mořské dno neoplývalo vhodnými životními podmínkami, což umožňovalo život pouze několika druhům bezobratlých živočichů, mlžů a hlavonožců. Přibližně před 430 miliony let započala vulkanická činnost podmořské sopky na území dnešních Hemerových skal. To vedlo k celkovému změlčení moře a vytvoření vhodnějších podmínek pro život. Žili zde bezobratlí živočichové, mlži, plži, hlavonožci, trilobiti a lilijice (dosvědčují bohaté fosilní nálezy). V tomto silurském období se Čechy nacházely jižně od rovníku poblíž velkého kontinentu Gondwana. Následovalo oteplení díky posunu k rovníku. Na dně teplého moře se usazovala velká množství vápenců, tvořená především hromaděním schránek živočichů. Po přechodu období siluru došlo k přesunu Čech více k rovníku. Tím území Čech dosáhlo tropického podnebí vhodného pro vznik korálovitých a řasovitých útesů. Na dně pražské pánve se usazovaly břidlice, ve kterých jsou jedny z nejstarších nálezů suchozemských rostlin.

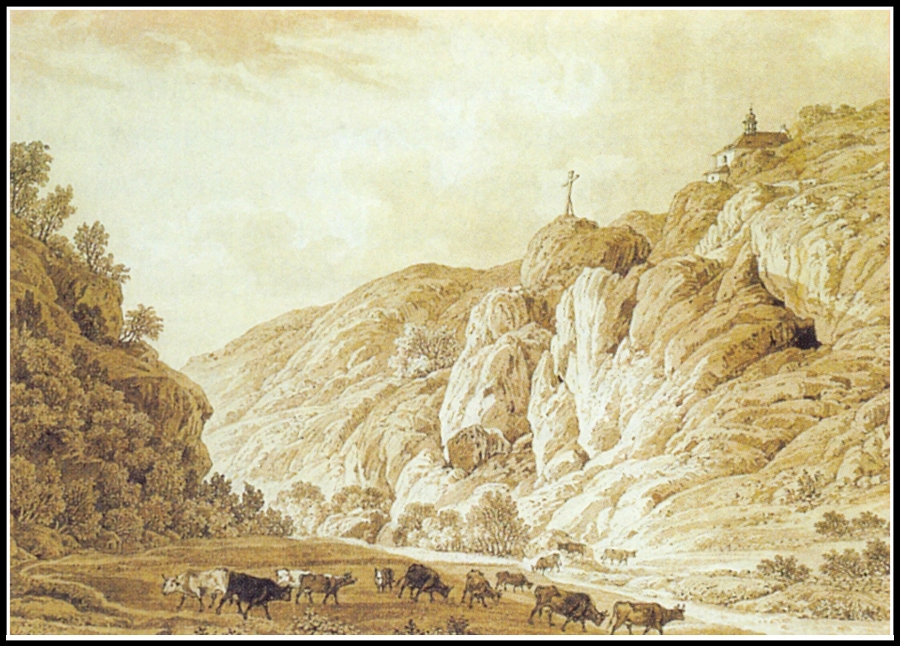
Antonín Pucherna: Prokopské údolí kolem roku 1820

Organismy obývající území Prokopského údolí byly například tentakulity, goniatity (hlavonožci se zatočenými schránkami), trilobiti či opět mlži. Před ústupem moře v období devonu dochází ještě na dně k usazení mocných vrstev břidlic a pískovců. Po ústupu moře (asi před 380 miliony let) došlo ke zvrásnění usazenin díky horotvorným tlakům mezi bloky Evropy a Afriky. Dalších 290 milionů let se území pouze srovnávalo do roviny, která byla před 95 miliony let opět zalita mořem. Tím došlo ke tvorbě souvrství pískovců, jílovců a opuk. Následně před 80 miliony let moře opět ustoupilo v závislosti na vyzdvižení území Čech. Ve čtvrtohorách se podél vodních toků začínají vrstvit říční sedimenty. Tyto sedimenty byly převážně povahy hlinitopísčitých, písčitých (s bahnitými) a štěrkových poloh. Úpatí svahů překryla hlinito-kamenitá svahová usazenina mísící se se spraší a sprašovými hlínami.
Pokročí-li se do naší doby, nesmí zůstat opomenuta těžební činnost. Hlavními centry lomů byly Bílá skála, kterou dnes prochází železnice (kolem 1860 považován za největší lom),dále lom na Zlíchově, systém lomů Švagerka, jež jsou v dnešní době již převážně zavezené. Po ukončení těžby v těchto lomech roku 1870 byla činnost přesunuta do lomu Vysoká, kde roku 1939 došlo ke zřícení střední části. Následuje lom u Prokopského jezírka jež pokračuje do západní částí jako lom Sekaná rokle. Jednalo se o systém více lomů, který splynul v jeden a původně v době těžby dosahoval délky přes půl kilometru. Pak byl lom částečně zavezen na dnešní délku 340 metrů, k posledním sesuvům zde došlo roku 1965. Roku 1875 byl nově otevřen Schwarzenberský neboli Králův lom, kde byla po roce 1880 odlámána slavná 120 metrů dlouhá Prokopská jeskyně. Podle staré pověsti právě zde poustevničil svatý Prokop pokoušený ďáblem. Boj nakonec Prokop vyhrál a ďábel utekl stropem, což ilustrovala 9metrová skalní výduť, s převzatým názvem Čertova síň. Dalšími velkými lomy byly Kalvárie, Požáry, U kantýny, Mušlovka a Černý lom. Všechny lomy byly opuštěny od roku 1905.
Morfologie území se několikrát změnila kvůli návozu odpadu do starých lomů z nových.
Na přelomu 16. a 17. století vlastnil část Prokopského údolí Matěj Klukovský z Klukovic. Historik Pavel Fabini z archivních dokumentů rekonstruoval jeho spory o hranice mj. s aristokratem Adamem II. z Hradce. Roku 1968 byla v Prokopském údolí, v místech bývalého klukovického koupaliště, nalezena těla dvou zastřelených dívek. Vyšetřování dvojnásobné vraždy trvalo až do roku 1980, kdy byl dopaden František Zenker. Ten byl rok poté odsouzen k 15 letům vězení. Zastřelení první dívky bylo tragickou náhodou, Zenker chodil do Prokopského údolí střílet, protože byl velkým milovníkem zbraní. Osudného dne se mu pod palbu dostala zavražděná mladá dívka. Poté, co Zenker spatřil na místě její kamarádku, v šoku zastřelil i jí, aby se zbavil svědka.
V místě Prokopské jeskyně se nachází střežený vojenský objekt K-116.

## Přírodní poměry

### Geologie

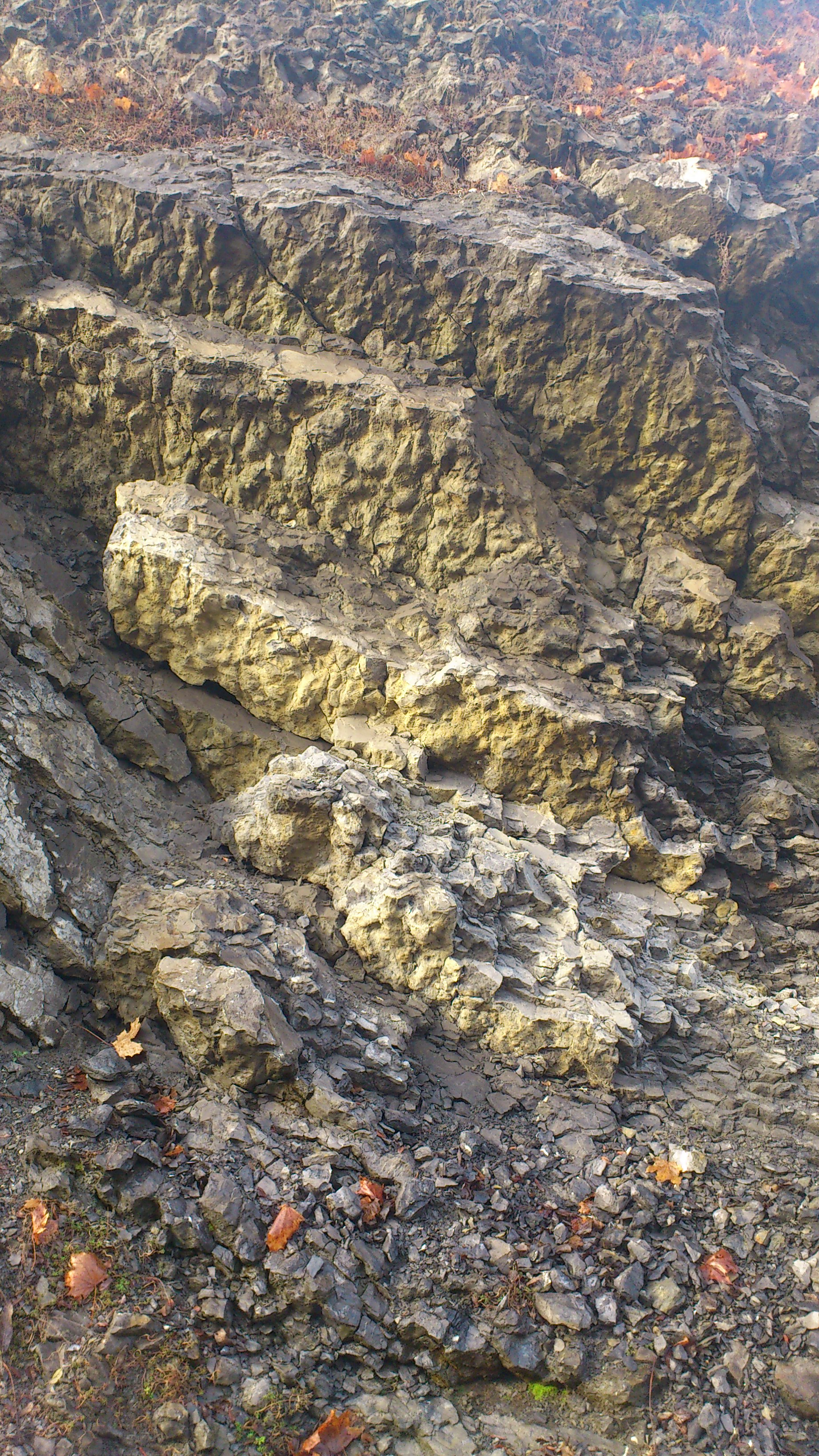
Hornina

Rozhodující význam zaujímala prvohorní sedimentace. Převažují především vápence facie dvorecko-prokopských vápenců (mocné až 150 metrů), následují vápence ve facii sliveneckých vápenců a místně je možno nalézt i vápence facie vápenců koněpruských. Hlavní vrstvy hornin spadají pod bohdalecké (břidlice až siltovce s vložkami pískovců a vápnitým tmelem), králodvorské (jemné sedozelené jílovité břidlice) a kosovské (křemenné pískovce) souvrství ordoviku. Dále liteňské, kopaninské a přídolské vrstvy siluru a z devonu lochkovské, dvorecko-prokopské a zlíchovské vápence, výše se vyskytují vápence třebotovské a chotěčské, možné je narazit i na souvrství srbské. Dalšími četnými horninami jsou subvulkanické a vulkanické žilné i výlevné diabasy. V roklích rozčleněných svahy dochází k uplatnění antropogenních tvarů reliéfu. Což reprezentuje opět především velký počet lomů různého stáří a výšky (15–40 metrů). Ukládáním hlušiny zde vznikly až několik metrů mocné vrstvy, jež pokrývají v určitých úsecích téměř celé dno údolí.
Významné geologické lokality:
PP Ctirad neboli klasické naleziště zkamenělin Joachima Barranda.
Hradiště, které představuje terasová planina, omezená z většiny vápencovými skalami se spádem 75m do údolí Prokopského potoka. Nad starým koupalištěm jsou dobře patrné Korálové jeskyně a i další nevelké jeskyně (na území Prahy se však jedná o největší krasové dutiny)
Dále Svatoprokopský lom, Bílá rokle, Lomy pod Dlouhým hřebenem, Lomy u jezírka, Manychův vrch, Stráň pod útesy, Lom v dolní části Děvínské rokle, Bašta a výchoz „Klouzačka,“ Lomy pod Vysokou.
Můžeme zde nalézt jeden z nejstarších krasových jevů celého Českého krasu. Deprese ležící západně od Dívčích hradů byla ověřena několika vrty, přičemž jeden prošel do hloubky až 119 metrů, což dokazuje existenci poloviny deprese již ve svrchní křídě. Jedná se o Prokopskou jeskyni, která až do roku 1880, kdy začala být odlamována činností v lomu, patřila k jedněm z mála velkých, dosud objevených, jeskyní celého Českého krasu. V 19. století zde byly objeveny zvířecí kosti z poslední doby ledové a dokonce i lebka člověka, o jejímž stáří se vedly spory. Zvířecí kosti byly sice z doby ledové, ale další zvířecí nálezy prasete byly již holocenní, tedy mladší. Lebka bohužel nebyla správně zaznamenána, a tak dodnes není stáří přesně určeno. Dalšími paleontologickými nálezy zde byly zjištěny kosti mamuta severního (Mammuthus primigenius), medvěda jeskynního (Ursus spelaeus), koně (Equus germanicus), srstnatého nosorožce (Coelodonta antiquitatis), prasete (Sus scrofa), zajíce běláka (Lepus timidus), veverky obecné (Sciurus vulgaris), hraboše polního (Microtus arvalis), křečka polního (Cricetus cricetus), sviště bobaka (Marmota bobak), vrásenky okrouhlé (Discus rotundratus), skotu (Bos sp.), kozy (Capra sp.), soba polárního (Rangifer tarandus), hyeny jeskynní (Crocuta spelaea), jelena (Cervus sp.), lišky (Vulpes vulgaris fossilis), jezevce (Meles sp.), kočky divoké (Felis silvestris), krtka (Talpa europaea), bizona pravěkého (Bizon priscus), lebka Homo sapiens atd.
Dalšími významnými krasovými jeskyněmi této oblasti jsou i Nad Červeným mlýnem, Barrandovská, Okno, Nad Kapličkou, V praku, Paleontologická a mnoho dalších, nekrasových jeskyň, z nichž řada doposud nemá jméno. Minerálové bohatství zajišťují na vápence vázané nálezy nízkoteplotních karbonátových žil s dutinami v žilách vystlaných až několik centimetrů velkými krystaly kalcitu. V lomu Kalvárie dosahuje síla kalcitové žíly mocnosti až jednoho metru a krystalické sloupce kalcitu mohou být až 8 cm dlouhé. Dále je zde možno nalézt i illit a kaolinit.

### Flora
Na území Přírodní rezervace Prokopské údolí se jedná o mozaiku skalních stepí, xerotermních trávníků, dubohabřin, suťových lesů, lesostepí a teplomilných doubrav. Najdeme tu zhruba 600 druhů cévnatých rostlin, z nichž bezmála desítky figurují na červeném seznamu vzácných a ohrožených rostlin České republiky. Jmenujme příkladem ohroženější květiny, jako je lilie zlatohlávek (Lilium martagon), bělozářka liliovitá (Anthericum liliago) – skály, dřín obecný (Cornus mas), dub šípák (Quercus pubescens), kavyl Ivanův (Stipa pennata), třemdava bílá (Dictamnus albus), jež je v Česku jediná volně rostoucí květina čeledi routovitých, koniklec luční (Pulsatilla pratensis), devaterník šedý (Helianthemum canum) či pěchava vápnomilná (Sesleria caerulea) považovaná za relikt doby ledové. Bohužel samozřejmé je zde i stanoviště trnovníku akátu (Robinia pseudoacacia), borovice černé (Pinus nigra), místy dokonce i smrku (Picea) a dalších nepůvodních dřevin jako je modřín (Larix), dub červený (Quercus rubra), borovice lesní (Pinus sylvestris) a jasan (Fraxinus).

### Fauna
Místní horninové prostředí vykazuje vysokou diverzitu. Lze i říci, že je tato lokalita jedna z nejprozkoumanějších v Česku. V posledních 55 letech zde probíhal monitoring s hlavním zaměřením na faunu měkkýšů.
Nejznámějšími obyvateli z minulosti jsou trilobiti (vzdálení příbuzní pavouků a brouků), kteří žili při dně kambrických a permských moří. Hřbetní stranu měli krytu krunýřem z chitinu. Jejich život utvářel pohyb nad mořským dnem, či zahrabávání do něj. První nález učinil Joachim Barrande roku 1833. Těmto tvorům se těž přezdívalo „zametači mořského dna,“ neboť se živili malými organismy, či odumřelými zbytky. Velikostní rozpětí těla bylo v rozmezí 1 mm – 0,75m. Nejčetnějšími rody byly Hydrocephalus, Paradoxides, Aulacopleura. Většina druhů existovala poměrně krátkou dobu, díky čemuž lze snadno určit stáří usazenin, v nichž se živočich nachází.
V roce 2020 bylo v Prokopském údolí zaznamenáno 56 druhů suchozemských plžů, dva druhy sladkovodních plžů a jeden druh mlže. Zástupci současných plžů jsou žitovka obilná (Granaria frumentum), zrnovka trojzubá (Pupilla triplicata), ovsenka skalní (Chondrina Avenacea), vrkoč malinký (Vertigo pygmaea), zrnovka mechová (Pupilla muscorum), plžice vroubená (Tandonia rustica) atd. Plži se využívají i jako citlivý bioindikátor.
Motýlími představiteli jsou pernatěnka zimolezová (Pterotopteryx dodecadactyla) žijící ve světlých lesích a šípákových doubravách, či nesytka česká (Pennisetia bohemika), která obývá křovinaté stráně a vyskytuje se pouze na 2 lokalitách v České republice. Modrásek hnědoskvrnný (Meleageria daphnis) je velmi vzácný, má rád výhřevné stráně sveřepových stepí (funguje jako indikátor 1. Stupně). Jasnobarvec západní (Episema glaucina) sídlí na výpalných skalních stepích (indikátor 2. stupně).
Za brouky lze zde najít nosatce rodu Trachyphloeus, vzácného nosatčíka (Apion austriacum), či zrnokaze (Bruchidius pisorum), který se vyvíjí a živí pouze na devaterníku velkokvětém (Helianthemum grandiflorum). Zajímavostí je Urodon rufipes nigritarsis živící se monofágně na rezedě žluté (Reseda lutea), který byl prvně popsán roku 1916 právě na území Prokopského údolí. Dále vzácný stepní klenot střevlíček lunoskvrnný (Callistus lunatus) a Olisthopus sturmii, který je význačným druhem těchto stanovišť. Vyskytuje se zde i největší český brouk roháč obecný (Lucanus cervus) a poklad višňových sadů krasec třešňový (Anthaxia candens).
Pavouků je zde 131 zjištěných druhů. Největšího počtu dosahuje slíďák hajní (Pardosa lugubris) a blízce příbuzný slíďák hájový (P. alacris). Dalšími četnými čeleděmi jsou křižáci, čelistnatky, plachetnatky, snovačky a běžníci. Cenné druhy reprezentuje stepník rudý (Eresus kollari), sklípkánek pontický (Atypus muralis), skákavka nepatrná (Neon rayi), skákavka listová (Pellenes nigrociliatus), skákavka dvoutečná (Sitticus penicillatus). Mezi ohrožené pavouky spadá slíďák slunomilný (Alopecosa cursor), skákavka protáhlá (Synageles hilarulus), pavučinka chocholkovitá (Walckenaeria monoceros) a vzácná skálovka velká (Gnaphosa lucifuga).
Dále zde samozřejmě lze potkat i obojživelníky, kteří jsou velmi citliví na znečištění prostředí a proto patří i k nejvíce ohroženým skupinám živočichů v posledních desetiletích. Například u populací skokana hnědého (Rana temporaria) dochází jak k omezení počtu jedinců, tak i počtu snůšek. Metamorfózy se dožívá bohužel jen velmi malý počet jedinců a dochází i k omezení postreprodukční migrace díky ztrátám blízkých okolních biotopů. Dále zde najdeme skokana skřehotavého (Pelophylax ridibundus) a ropuchu obecnou (Bufo bufo), která jako jediný obojživelník si svoji populace stále udržuje, ropucha zelená (Bufo viridis) naopak počty svých jedinců výrazně snižuje, protože se dostává do obydlených lokalit se zvýšenou automobilovou dopravou.
Plazy zastupuje velmi malý počet druhů. Například ještěrka obecná (Lacerta agilis), jejíž nálezy jsou srovnatelné jako v minulosti, avšak snížil se počet prokázaných stanovišť. Dále je udáván slepýš křehký (Anguis fragilis) a pravděpodobně též užovka obojková (Natrix natrix).

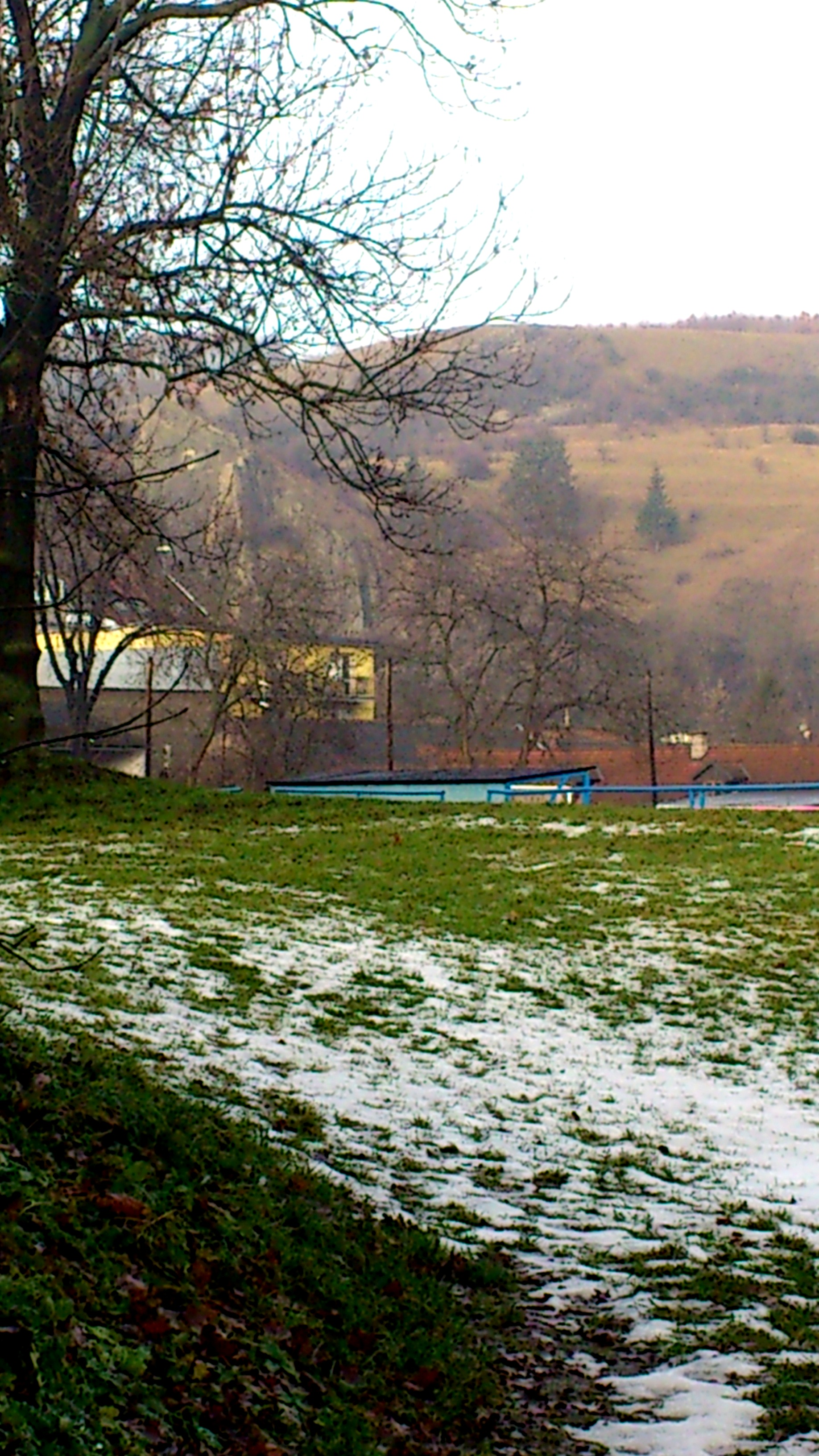
Výsek PP

Ptáci jsou na území celého parku Prokopské a Dalejské údolí v zastoupení 62 pravidelně a zřejmě i 11 občasně hnízdících druhů ptactva. Například Prokopský potok je stanovištěm kachny divoké (Anas platyrhynchos). Dále se zde vyskytují střízlík obecný (Troglodytes troglodytes), konipas horský (Motacilla cinerea), konipas bílý (Motacilla alba), lejsek šedý (Muscicapa striata), holub hřivnáč (Columba palumbus) – mláďata kroužkována v posledních letech, kukačka obecná (Cuculus canorus) – dosud není znám hostitel, samci byli odchyceni a kroužkováni, puštík obecný (Strix aluco), kalous ušatý (Asio otus) u obou druhů byla kroužkována mláďata, výr velký (Bubo bubo) s hnízdištěm v Prokopském lomu, mláďata opět kroužkována. Jeho hnízdění však vytlačilo dříve na území tohoto lomu hnízdící kavku obecnou (Corvus monedula) a poštolku obecnou (Falco tinnunculus) (i když mapování z roku 2001 zjistilo v hlubočepské části 4 tokající samce poštolky). Dalšími zástupci ptactva jsou datel černý (Dryocopus martius), žluna zelená (Picus viridis) taktéž kroužkována, žluna šedá (Picus canus) doložena fotograficky i kroužkováním, strakapoud prostřední (Dendrocopos medius), každoroční hnízdění doloženo u strakapouda velkého (Dendrocopos major) a sojky obecné (Garrulus glandarius). Sídlí zde i Sýkory koňadra (Parus major), modřinka (Cyanistes caeruleus) i babka (Parus palustris). Dále brhlík lesní (Sitta europaea), šoupálek krátkoprstý (Certhia brachydactyla), kos černý (Turdus merula), drozd zpěvný (Turdus philomelos) a velmi vzácně i drozd brávník (Turdus viscivorus) jehož mláďata byla objevena a kroužkována roku 1999. Setkáme se zde i s červenkou obecnou (Erithacus rubecula), pěnicí slavíkovou (Sylvia borin), vzácně cvrčilkou zelenou (Locustella naevia) a rákosníkem zpěvným (Acrocephalus palustris), slavíkem obecným (Luscinia megarhynchos) či s křepelkou polní (Coturnix coturnix) které bylo roku 2002 při kroužkování zaznamenáno 14 samců, ale také třeba s ťuhýkem obecným (Lanius collurio).
Savce zastupují například myšice křovinná (Apodemus sylvaticus), bělozubka šedá (Crocidura suaveolens), hraboš polní (Microtus arvalis), rejsek obecný (Sorex araneus), rejsec vodní (Neomys fodiens), či norník rudý (Clethrionomys glareolus). Ohroženými druhy zde jsou ježek západní (Erinaceus europaeus), ježek východní (Erinaceus concolor), tchoř tmavý (Mustela mystacinus), jezevec lesní (Meles meles), netopýr vousatý (Myotis mystacinus), netopýr ušatý (Myotis nattereri), netopýr dlouhouchý (Plecotus austriacus), i veverka obecná (Sciurus vulgaris).
Výčty těchto cenných živočichů, a mnoha dalších, dokládají hodnotu Prokopského údolí a jeho nutnou ochranu.

## Ochrana

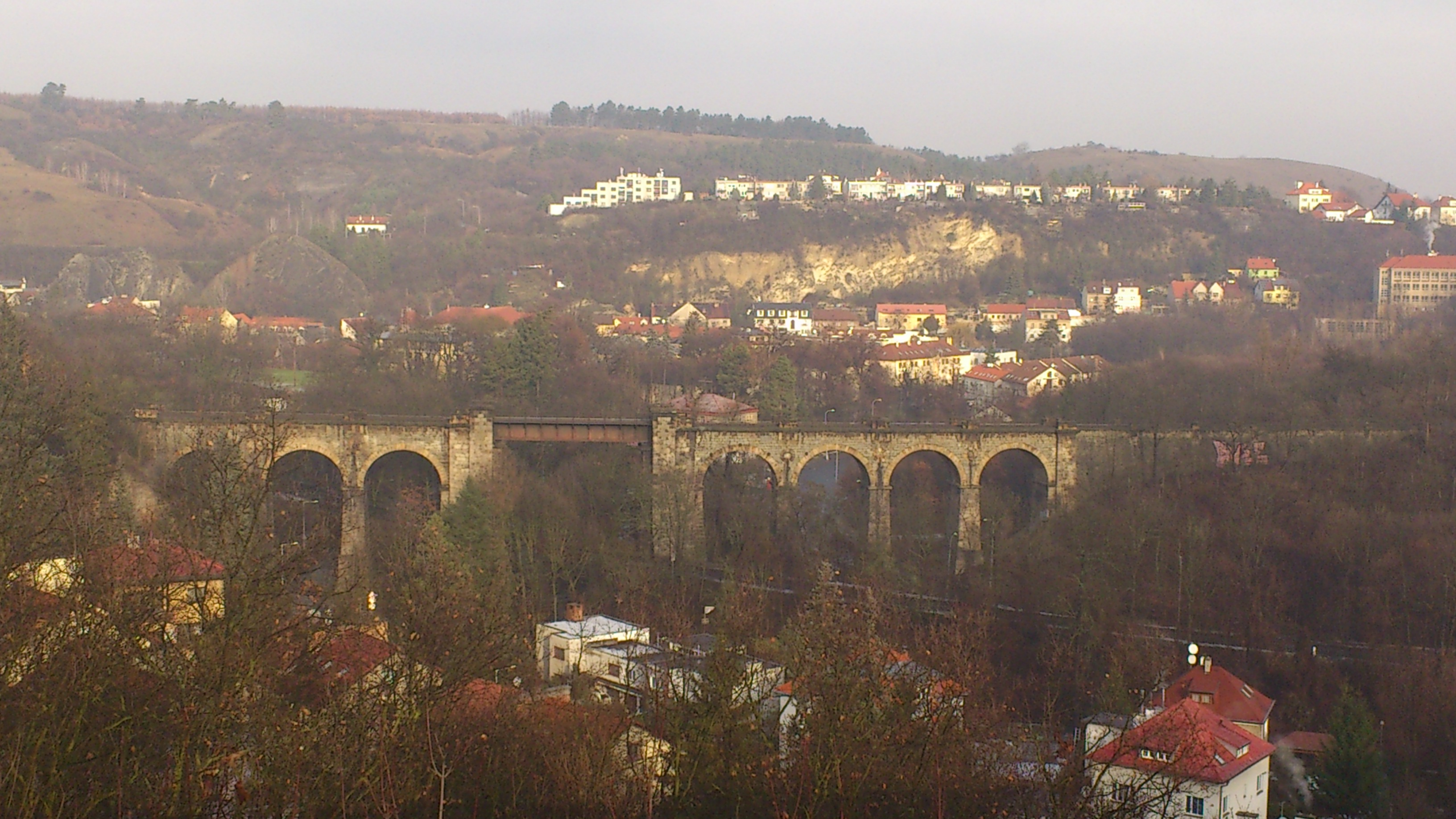
Výhled na jihovýchodní hlubočepský viadukt

Hlavními body péče jsou ochrana geologických fenoménů, paleontologických nálezů, biodiverzity, charakteristických teplomilných společenstev flory a fauny a krajinného rázu území. Jedná se o mezinárodně významné geologické stratotypy, ochranu ekosystémů vápencových i vulkanických skal, skalních stepí, dubohabrového lesa a dalších.
Zvýšenou návštěvností s rozvojem Prahy se projevily sešlapy a bohužel i záměrné vypalování na jaře. Prokopské jezírko začalo být využíváno ke koupání. Jednu dobu se zde pořádaly i tábory pro chudé chlapce. Celkově tyto aktivity vedly k rozvoji xerotermní vegetace pronikající až na území některých lomů. Po 2. světové válce bylo údolí v držení armády. Tou dobou byl také stržen poutní Prokopský kostelík a část Prokopského lomu byla zasypána odpadem z Prahy.
Ochrana území se snaží ubírat směrem přirozeného zalesňování i výsadbami listnatých stromů. Avšak negativní vlivy prostředí stále přetrvávají a občas dochází i k ohňům od jedné ze dvou železnic vedoucích údolím. Od 20. století narůstá území zalesněných ploch přirozeným rozšiřováním, ale i nevhodnou výsadbou. Dochází tak k zastiňování stanovišť světlomilných druhů rostlin. Nově zalesněné jsou i velké plochy nad údolím, kde bylo území bývalých polí. V budoucnu se plánuje osadba dubem i zvýšení zastoupení původního dřínu a lísky. Na rozsahu nabyla i stanoviště křovin. Naopak jiná území se stromů zbavila a podařilo se obnovit společenstva původních stepních trávníků.
Celá oblast je bohužel silněji kontaminována imisemi, což dosvědčuje například úbytek stepního plže Xerolenta obvia, dříve v této lokalitě hojného. Kontaminován je taky místní potok, ve kterém sice v minulosti proběhla snaha o oživení, ale v dnešní době v něm přežívají jen nejodolnější organismy. Patrně jde o vliv turismu, odhazování odpadků, splachů z ulic a okolních sídlišť, ropné produkty, těžké kovy, oděry z pneumatik, provoz jezdeckých koní i horolezectví a přibližování městské aglomerace. Na J straně je velké sídliště Barrandov, navazuje nová zástavba Klukovice, na Z straně rekreační zástavba chat a na tu zase navazuje sídliště Velká ohrada přibližující se neustále k hranici PR. Severní část obklopuje zástavba starých Jinonic a na východě zástavba Hlubočep. Dle dvouletého pozorování se čistota vody místního potoka proměňuje v závislosti na znečištění přítokem od sídliště Nové Butovice, Řeporyje a i starých Jinonic (nárazově). Blízkou městskou i rekreační zástavbou dochází taky k zavlečení nepůvodních druhů, například měkkýšů Trichia hispida, Monachoides incarnatus a dalších.
Souvisejícím problémem je i venčení psů rušících lesní zvěř a i další chráněné živočichy. Pohybují se zde i toulavé kočky, hlavně v okolí sídel. V posledních desetiletích lze pozorovat pokles diverzity. Téměř úplně je zlikvidován i ekosystém potoční nivy. Současný lesní hospodářský plán je pro údolí nepříznivý. Nezajišťuje totiž potřebnou obnovu lesa ve vhodném druhovém složení a ponechává volně se vyvíjející rozsáhlé plochy nepůvodních dřevin. Nutné je také zajistit reprodukční stanoviště obojživelníkům. Snížit rybí osádku a pročistit vody hlavně v retenční nádrži, kam jde veškerý splach z okolí. Míru znečištění ovzduší zde sleduje monitorovací stanice Řeporyje provozovaná hygienickou stanicí hlavního města Prahy. Specifickým jevem je poměrně hustý provoz motorových vozidel hlavně na trase Barrandov-Jinonice, i když průjezd má být pouze na povolení. Dochází tak k častému přejetí zvěře. Probíhají sice občasné policejní kontroly, ale jsou neefektivní. Závěrem vychází, že nejlepší ochranu Prokopskému lomu a jeho okolí poskytuje přísně střežený vojenský objekt.
Možné ohrožení do budoucna: Rozšiřování zástaveb, nevhodné lesní hospodářství či údržba, čerpání vody z jezírka a jeho nedostatečné zavodnění či další kontaminace vod, obnova těžby, budování komunikací, rušení zvěře, neodstraňování černých skládek a další.

## Kultura
U Jezírka bylo natáčeno několik filmů, např. film Pelíšky v roce 1999.
V vrchol Děvína se zase objevil ve filmu Všechno nejlepší! z roku 2007, nebo na obalu CD Václav Hrabě, Miroslav Kovářík, Vladimír Mišík, ETC... Pár tónů, které přebývají...

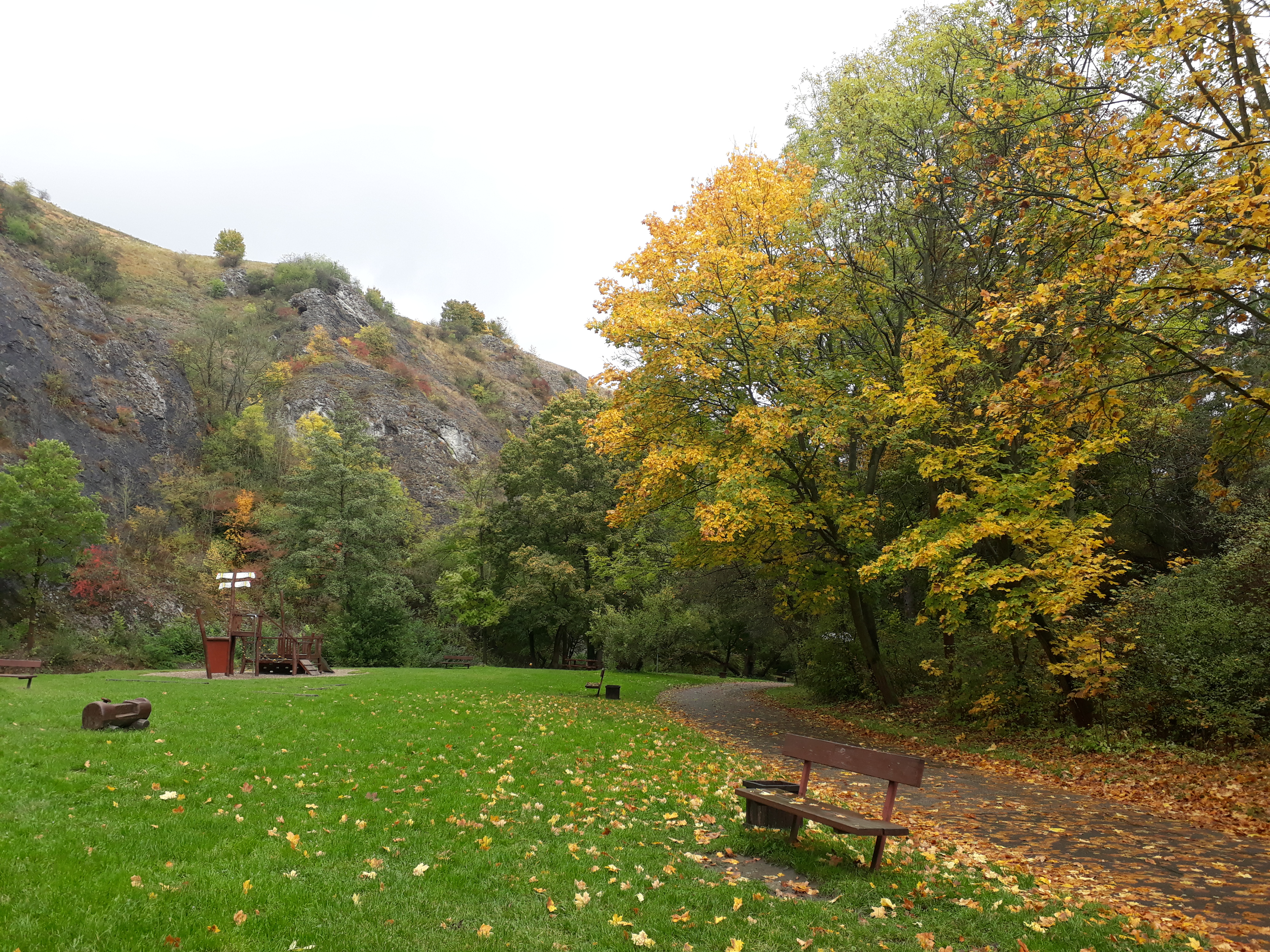
Prokopské údolí - podzim

## Horolezectví
V souladu s výjimkou, udělenou Magistrátem hlavního města Prahy v roce 2010, je v oblasti Prokopského údolí povolena horolezecká činnost. Předmětem zájmu horolezců jsou především tzv. hlubočepské plotny, což je bývalý lom u železniční trati Praha-Smíchov – Hostivice, který se nachází nedaleko zastávky Praha-Žvahov. V oblasti je registrováno téměř devět desítek lezeckých cest od nejnižšího stupně obtížnosti 1 až po stupeň 10 podle klasifikace UIAA.

## Turismus
Údolím vedou zeleně značená turistická trasa 3063 a žlutě značená trasa 6079.